# Stephan Waser
Pour les articles homonymes, voir Waser.
Stephan Waser, né le 10 mars 1920 et mort le 19 juin 1992, est un bobeur suisse notamment deux fois médaillé aux Jeux olympiques et trois fois aux championnats du monde.

## Carrière
Pendant sa carrière, Stephan Waser gagne trois médailles aux championnats du monde. Il remporte d'abord l'or en bob à deux en 1947 à Saint-Moritz en Suisse. En 1950 à Cortina d'Ampezzo (Italie), il gagne l'or en bob à deux et l'argent en bob à quatre. Aux Jeux olympiques d'hiver de 1952 organisés à Oslo en Norvège, Stephan Waser est médaillé de bronze en bob à deux avec Fritz Feierabend et en bob à quatre avec Fritz Feierabend, André Filippini et Albert Madörin.

## Palmarès

### Jeux Olympiques
- : médaillé de bronze en bob à 2 aux JO 1952.
- : médaillé de bronze en bob à 4 aux JO 1952.

### Championnats monde
- : médaillé d'or en bob à 2 aux championnats monde de 1947 et 1950.
- : médaillé d'or en bob à 2 aux championnats monde de 1947.
- : médaillé d'argent en bob à 4 aux championnats monde de 1950.